# Bennington (Nebraska)
Bennington é uma cidade localizada no estado americano de Nebraska, no Condado de Douglas.

## Demografia
Segundo o censo americano de 2000, a sua população era de 937 habitantes. 
Em 2006, foi estimada uma população de 824, um decréscimo de 113 (-12.1%).

## Geografia
De acordo com o United States Census Bureau, a localidade tem uma área de 1,0 km², sem área coberta por água.

## Localidades na vizinhança
O diagrama seguinte representa as localidades num raio de 16 km ao redor de Bennington. 